# Economia da Chéquia
A economia da Chéquia, ou Tchéquia, é baseada em indústrias siderúrgicas, automóveis, bebidas e cristais. O país mantém uma agricultura baseada na produção de trigo para a exportação.
Sua moeda é a coroa checa, e contém um PIB de 56400 milhões de dólares e um crescimento do PIB por ano de 6,5%. Sua renda per capita é de 24 242 dólares e a força de trabalho é de US$ 6 milhões.
Suas exportações são de 26300 milhões de dólares e as importações de 28700 milhões. Sem contar que seus principais parceiros comerciais são: Alemanha, Eslováquia, Rússia, Itália, Áustria e Polônia.
A Chéquia ingressou na União Europeia em 1 de maio de 2004.
O país é o 31.º no ranking de competitividade do Fórum Econômico Mundial.

## Comércio exterior
Em 2020, o país foi o 27º maior exportador do mundo (US $ 198,8 bilhões, 1,1% do total mundial). Na soma de bens e serviços exportados, chegava a US $ 186,0 bilhões em 2019, ficando em 31º lugar mundial. Já nas importações, em 2019, foi o 27º maior importador do mundo: US $ 178,5 bilhões.

## Setor Primário

### Agricultura
A República Tcheca produziu, em 2019:
- 4,8 milhões de toneladas de trigo;
- 3,6 milhões de toneladas de beterraba, que serve para produzir açúcar e etanol;
- 1,7 milhão de toneladas de cevada;
- 1,1 milhão de toneladas de colza;
- 622 mil toneladas de batata;
- 620 mil toneladas de milho;
- 195 mil toneladas de triticale;
- 157 mil toneladas de centeio;
- 134 mil toneladas de aveia;
- 99 mil toneladas de maçã;
- 67 mil toneladas de uva;

Além de outras produções de outros produtos agrícolas.

### Pecuária
Na pecuária, a República Tcheca produziu, em 2019, 3,1 bilhões de litros de leite de vaca; 218 mil toneladas de carne suína; 158 mil toneladas de carne de frango; 74 mil toneladas de carne bovina, entre outros.

## Setor secundário

### Indústria
O Banco Mundial lista os principais países produtores a cada ano, com base no valor total da produção. Pela lista de 2019, a República Tcheca tinha a 34ª indústria mais valiosa do mundo (US $ 56,1 bilhões).
Em 2019, a República Tcheca era o 16ª maior produtor de veículos do mundo (1,4 milhão) e a 32ª maior produtora de aço (4,6 milhões de toneladas).. Em 2018 também foi o 18º maior produtor mundial de cerveja (à base de cevada).

### Energia
Nas energias não-renováveis, em 2020, o país era o 82º maior produtor de petróleo do mundo, com uma produção quase nula. Em 2019, o país consumia 213 mil barris/dia (54º maior consumidor do mundo). O país foi o 39º maior importador de petróleo do mundo em 2013 (131 mil barris/dia). Em 2016, a República Tcheca era a 76º maior produtora mundial de gás natural, com uma produção quase nula. Em 2011 a República Tcheca era a 25ª maior importadora de gás do mundo (9,3 bilhões de m3 ao ano). Na produção de carvão, o país foi o 15º maior do mundo em 2018: 44,9 milhões de toneladas.  Em 2019, a República Tcheca também possuía 6
usinas atômicas em seu território, com uma potência instalada de 3,9 GW.
Nas energias renováveis, em 2020, a República Tcheca era o 52º maior produtor de energia eólica do mundo, com 0,3 GW de potência instalada, e o 29º maior produtor de energia solar do mundo, com 2,0 GW de potência instalada;

## Setor Tercário

### Turismo

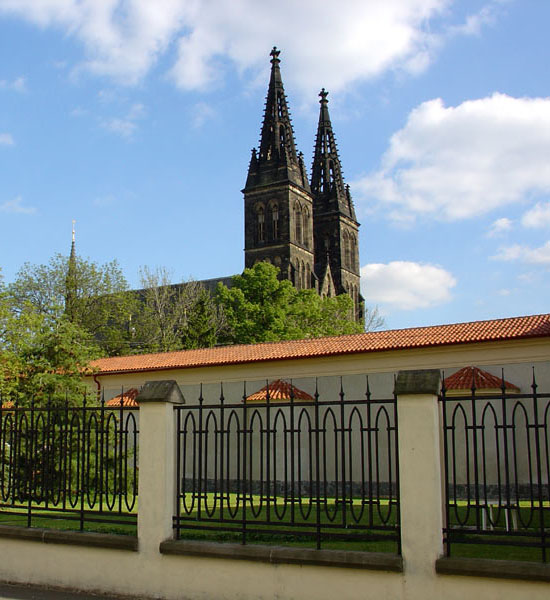
Igreja de São Pedro e São Paulo, em Vyšehrad

Após o fim da era soviética, a Chéquia e, principalmente a capital Praga, se tornou um destino muito procurado na Europa pelos turistas.
Em 2017, a República Tcheca foi o 28º país mais visitado do mundo, com 13,6 milhões de turistas internacionais. As receitas do turismo, em 2018, foram de US $ 7,4 bilhões.